# Петрівське (Жовтнева сільська рада)
Петрі́вське — колишнє село в Україні, Ширяївському районі Одеської області. Підпорядковувалось Петровірівській сільській раді.
Займало площу 0,47 км², було розташоване на висоті 62 м над рівнем моря.
Засноване 1897 року. Станом на 2001 рік населення становило 5 осіб. Постановою Одеської обласної ради від 24 лютого 2010 року село Петрівське зняте з обліку.